# Grebo (Suède)
Grebo est une localité de Suède dans la commune d'Åtvidaberg située dans le comté d'Östergötland.
Sa population était de 1 074 habitants en 2019.